# Le Bœuf sur le Toit
Le Bœuf sur le Toit ("Il Bue sul tetto") è il nome di un famoso bar cabaret parigino, fondato nel 1921 da Louis Moysès, che si trovava originariamente in rue Boissy d'Anglas, 28 nell'8° arrondissement di Parigi. Era in particolare il luogo di ritrovo per l'ambiente artistico d'avanguardia durante il periodo tra le due guerre. Maurice Sachs lo raccontò nel suo libro del 1939 Au temps du bœuf sur le toit (Parigi: Nouvelle Revue critique, 1948). Attualmente è al n. 34 di rue du Colisée, dopo essersi trasferito cinque volte nell'8º arrondissement. L'edificio attuale risale al XVIII secolo.

## Storia

### Origini del Le Bœuf

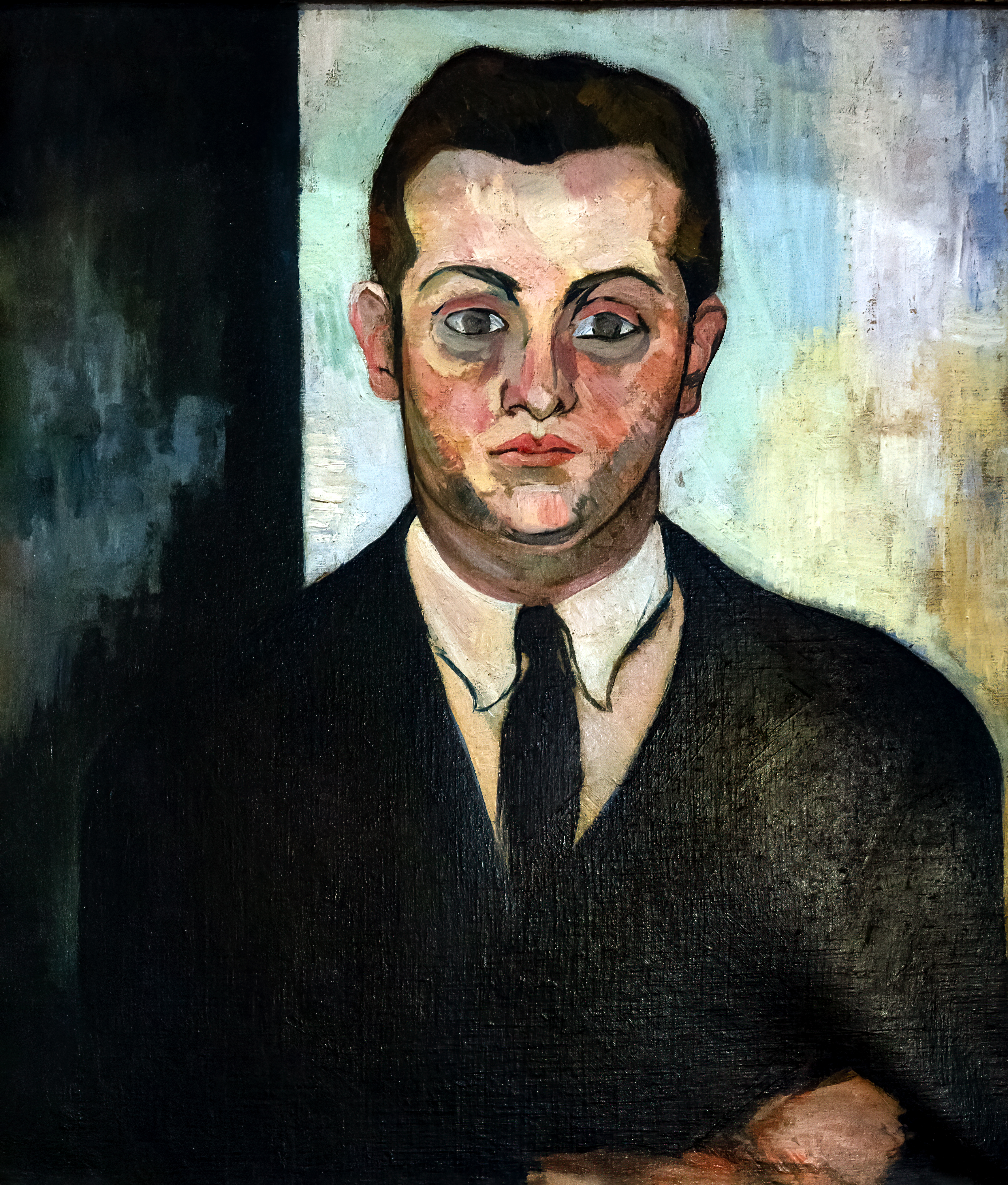
Louis Moysés di Suzanne Valadon

Il compositore Darius Milhaud era stato in Brasile, dove era rimasto impressionato dal folklore e da una canzone popolare dell'epoca, O Boi no Telhado (Il bue sul tetto). Tornato a Parigi nel 1919 Milhaud e i suoi amici compositori formarono un gruppo chiamato Gruppo dei Sei. Il poeta Jean Cocteau era un membro esterno del gruppo e più tardi avrebbe realizzato la sceneggiatura per la composizione di Milhaud Le bœuf sur le toit, una traduzione diretta del nome del brano brasiliano. Questo balletto-farsa divenne molto popolare e Milhaud, affiancato da Georges Auric e Arthur Rubinstein, venivano uditi spesso suonare una versione a sei mani al La gaya, un bar al n. 17 di rue Duphot, di proprietà di Louis Moysès.
La presenza di Cocteau e della sua cerchia rese molto popolare il Gaya e nel dicembre 1921, quando Moysès spostò il suo bar in rue Boissy d'Anglas, nominò il nuovo bar Le Bœuf sur le Toit, probabilmente per essere sicuro che Milhaud, Cocteau e i loro amici sarebbero andati con lui. Lo fecero e nacque "Le Boeuf".
Nel corso degli anni il bar divenne una tale icona che la credenza comune a Parigi era che il balletto di Milhaud aveva preso il nome dal bar, che era l'opposto di quello che realmente era accaduto.

### L'affermazione
Le Bœuf sur le Toit fu un successo dal giorno in cui fu aperto. Divenne rapidamente il centro della società del cabaret parigino e regnò per tutti gli anni venti. Nella serata di apertura il pianista Jean Wiéner, che Moysès aveva portato con sé dal Gaya, suonò brani di Gershwin con Cocteau e Milhaud che lo accompagnavano alla batteria. Secondo Maurice Sachs il pubblico della serata di apertura comprendeva Pablo Picasso, René Clair, Sergej Djagilev e Maurice Chevalier.
Artisti di ogni genere andarono al Le Bœuf. Sul muro, troneggiante sulla scena, c'era l'ormai famoso lavoro dadaista di Francis Picabia L'œil cacodylate (L'occhio cacodilico). Ma il bar era incentrato principalmente sulla musica. Si sarebbe potuto ascoltare Jean Wiéner che suonava Bach, il pianista virtuoso Clément Doucet che interpretava Cole Porter, o Marianne Oswald che cantava le canzoni di Kurt Weill. Ci poteva imbattere in Stravinskij, Francis Poulenc, Catherine Sauvage o Erik Satie. Tra gli ospiti più frequenti c'erano anche il giovane compositore americano Virgil Thomson e altri musicisti classici dei Les Six. Musicisti jazz di altri club parigini si presentavano al Le Boeuf fuori orario e suonavano fino a tarda notte, perché Parigi era soprattutto la città del jazz. In Francia l'espressione "faire un bœuf" è usata dai musicisti fino ad oggi per significare "avere una jam session" e deriva dal nome di questo cabaret.
Nel 1928 il proprietario Louis Moysès fu costretto a trasferirsi in una nuova sede e in seguito ci furono altri trasferimenti, sempre all'interno dell'8º arrondissement.
- Nel 1922 Le Bœuf sur le Toit fu fondato al n. 28 di rue Boissy d'Anglas
- Nel 1928 si trasferì al n. 33 di rue Boissy d'Anglas
- Nel 1928 si trasferì di nuovo al n. 26 di rue de Penthièvre
- Nel 1936 si trasferì al n. 41 bis dell'avenue Pierre 1er de Serbie
- Nel 1941 si trasferì a n. 34 di rue du Colisée

I numerosi trasferimenti si rivelarono rovinosi per lo spirito effervescente del cabaret originale. Le Bœuf sur le Toit esiste ancora oggi come ristorante chic, ma il fascino, il prestigio sociale, l'ambiente d'avanguardia e l'atmosfera bohémien sono un lontano ricordo.

### La notte dei cristalli
Nel 1938 i propagandisti nazisti reagirono furiosamente all'assassinio del diplomatico tedesco Ernst vom Rath da parte di Herschel Grynszpan, un giovane ebreo e questo fu usato come pretesto per la Notte dei cristalli. Ma secondo lo storico Hans-Jürgen Döscher l'uccisione non era motivata politicamente, come comunemente si crede, ma fu il risultato di un amore andato storto. Grynszpan e Vom Rath erano diventati intimi dopo essersi incontrati a Le Bœuf sur le Toit, che all'epoca era un popolare ritrovo per gay.

## Clienti e artisti famosi del Le Bœuf sur le Toit
Dal giorno in cui aprì, Le Bœuf fu l'epicentro della Parigi dei ruggenti anni venti ed era sempre affollato dal bel mondo e dalla crema delle avanguardie. Tra le persone che potevano essere viste al Le Bœuf figuravano:
- Louis Aragon
- Georges Auric
- Marcel Aymé
- Joséphine Baker
- Barbette
- Jane Bathori
- Tristan Bernard
- Paul Bourget
- Constantin Brâncuși
- Georges Braque
- André Breton
- Albert Camus
- Georges Carpentier
- Blaise Cendrars
- Coco Chanel
- Charlie Chaplin
- Maurice Chevalier
- René Clair
- Paul Claudel
- Jean Cocteau
- Henri Collet
- André Derain
- Sergej Djagilev
- Clément Doucet
- Louis Durey
- Léon-Paul Fargue
- Léo Ferré (dopo la Seconda guerra mondiale)
- André Gide
- Ernest Hemingway
- Arthur Honegger
- Max Jacob
- Marcel Jouhandeau
- Marie Laurencin
- Darius Milhaud
- Paul Morand
- Mistinguett
- Marianne Oswald
- Francis Picabia
- Pablo Picasso
- Francis Poulenc
- Jacques Prévert
- Yvonne Printemps
- Raymond Radiguet
- Maurice Ravel
- Pierre Reverdy
- Alfonso Reyes
- Arthur Rubinstein
- Erik Satie
- Catherine Sauvage
- Igor' Stravinskij
- Germaine Tailleferre
- Virgil Thomson[17][11][12][13]
- Tristan Tzara
- Jean Wiener